# Upplands runinskrifter 9
Upplands runinskrifter 9 är åtta vikingatida runstensfragment av sandsten i Björkö, Adelsö socken och Ekerö kommun. Alla fragmenten hör knappast till samma runsten. Fragment A, C och D har emellertid passning till varandra. Ett av fragmenten hittades i svarta jorden på Björkö på det tidiga 1870-talet vid Hjalmar Stolpes undersökningar. De övriga har påträffats vid senare tillfällen, också de i svarta jorden. En del av fragmenten har runor. U 9 förvaras på Statens historiska museum.

## Inskriften
Translitterering av runraden:
§A ... (f)aþu͡r ... ¶ ...------... 
§B ...uasa... ¶ ...--... 
§E ...-as-.../...-sa-... 
§F ...----... 
§G ° 
§H ...--...
Normalisering till runsvenska:
§A ... faður ... ... 
§B ... ... 
§E ... 
§F ... 
§G ° 
§H ...
Översättning till nusvenska:
fader